# Wallengrenia otho
Wallengrenia otho är en fjärilsart som beskrevs av John Abbot och Smith 1797. Wallengrenia otho ingår i släktet Wallengrenia och familjen tjockhuvuden. Inga underarter finns listade i Catalogue of Life.

## Bildgalleri

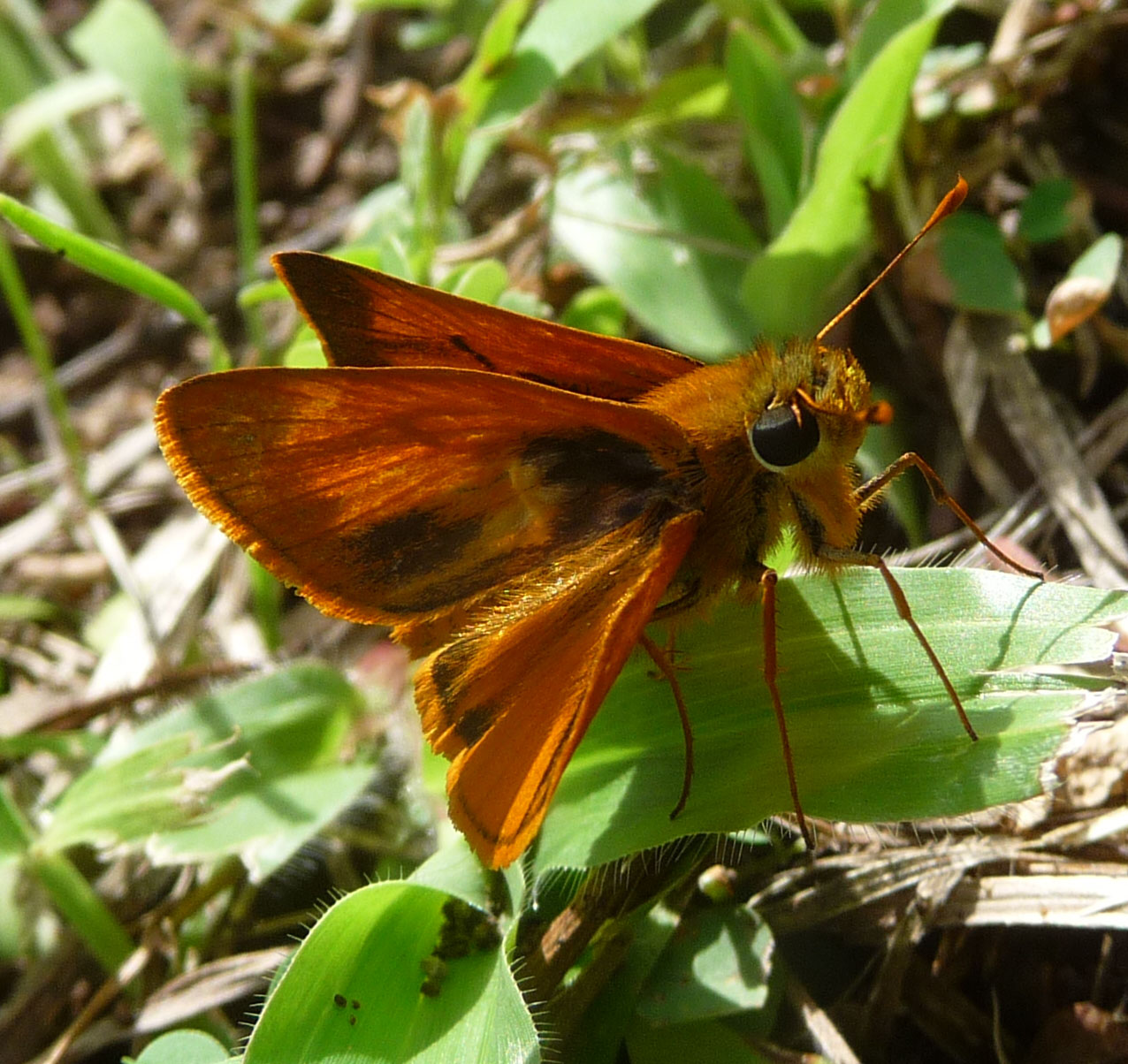